# Zr.Ms. Groningen (2013)

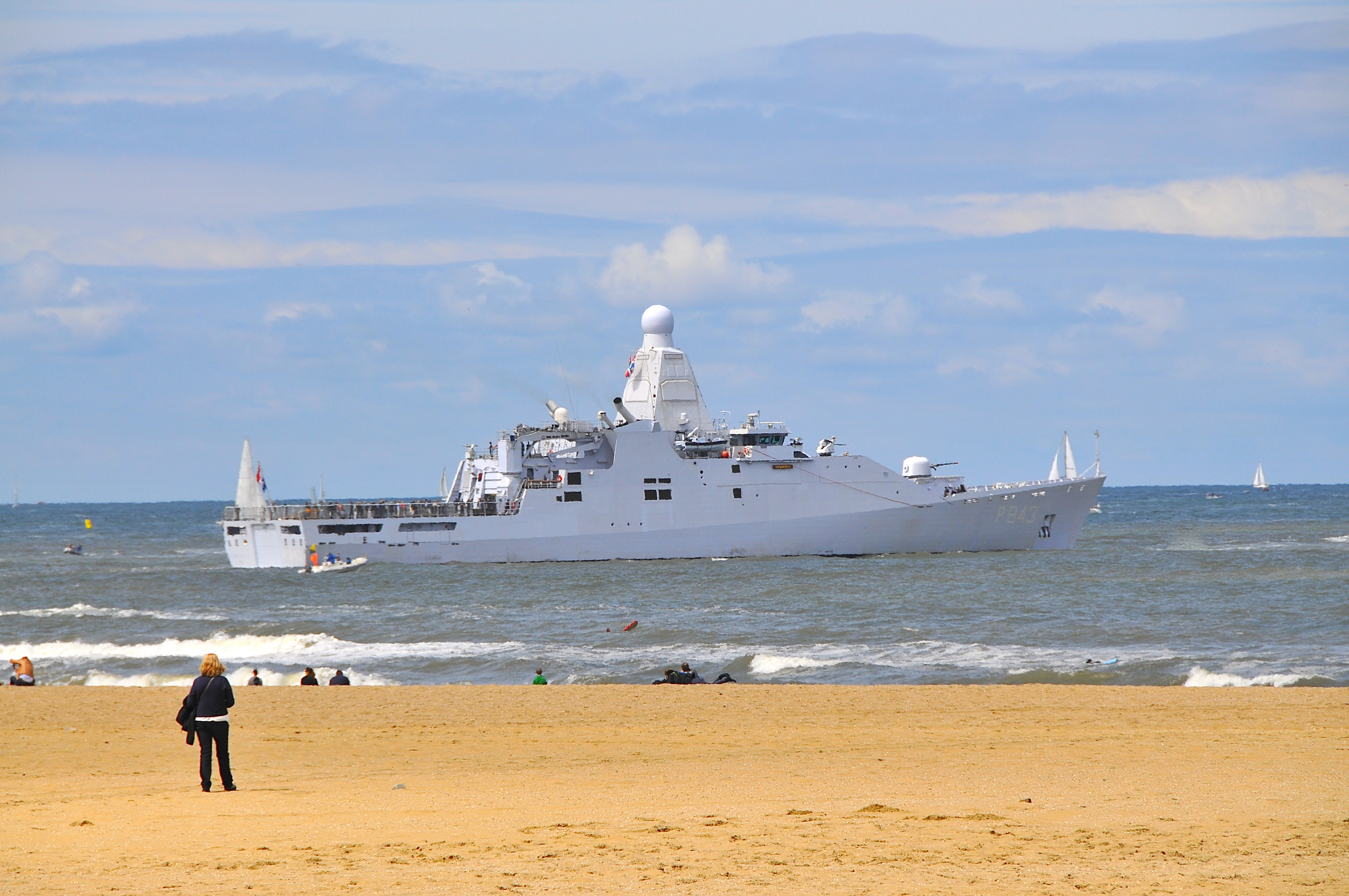
Zr.Ms. Groningen voor de kust van Scheveningen in 2015.

De Zr.Ms. Groningen (P843) is het vierde en laatste schip van de Hollandklasse, een serie van vier patrouilleschepen (Ocean Patrol Vessels) voor de Koninklijke Marine. Eind 2010 werd de kiel gelegd in het Roemeense Galați en het schip is in 2012 in Vlissingen aangekomen om te worden afgebouwd.
Het schip is op 21 april 2011 in Galați gedoopt door minister Schultz van Haegen. In de zomer van 2012 is het schip bij de bouwer Damen Schelde Naval in Vlissingen afgebouwd. Op 23 augustus 2012 arriveerde de Groningen voor het eerst in haar thuishaven Den Helder, op 23 maart 2013 is de Groningen voorzien van de geïntegreerde mast met sensoren en op 29 november 2013 is de Zr.Ms. Groningen in dienst gesteld.
Sedert 20 april 2019 is de Zr.Ms. Groningen in het Caribisch Gebied om daar voor twee jaar als stationsschip te fungeren. Naast drugsbestrijdingsoperaties en humanitaire dienstverlening wordt het OPV ingezet voor kustwachttaken zoals reddingsoperaties en het opsporen van illegale visserij en milieudelicten.

## Sensors
Thales Integrated Mast
- Thales SeaMaster 400 SMILE luchtwaarschuwingsradar
- Thales SeaWatcher 100 SeaStar oppervlakteradar
- Thales Gatekeeper electro-optical surveillance

## Bewapening
Geschut en mitrailleurs:
- 1 × Oto Melara 
76 mm kanon
- 1 × Oto Melara Marlin 
30 mm snelvuurkanon
- 2 × Oto Melara Hitrole 
12,7 mm mitrailleur
- 2-4 × Browning M2 12,7 mm mitrailleur
- 2-6 × FN MAG 
7,62 mm mitrailleur

Helikopters:
- 1 × NH90 NFH boordhelikopter (op 19 juli 2020 is deze helikopter verongelukt door het gebruik van te veel vermogen op een lage hoogte waardoor de helikopter te laag kwam en dus daalde het het water in. Dit ongeluk kostte twee levens[3])

Vaartuigen:
- 2 × FRISC